# Ilya São Paulo
Ilya Flaherty Santana São Paulo (Feira de Santana, 13 de setembro de 1963 — Rio de Janeiro, 31 de janeiro de 2023) foi um ator brasileiro. Era filho do cineasta Olney São Paulo e irmão do também ator Irving São Paulo, morto em 2006.

## Vida pessoal
Entre 1995 e 1997, foi casado com a também atriz Patrícia França. Era casado com Claudia Provedel de Carvalho, com quem teve uma única filha.

### Morte
Segundo o também ator Anselmo Vasconcelos, que divulgou a notícia da morte em seu perfil no Facebook, ele havia passado por uma longa internação no Hospital Municipal Miguel Couto, no Rio de Janeiro, para tratar de um grave ferimento no ombro. Foi encontrado morto em casa por sua mulher Cláudia Provedel.

## Filmografia

### Televisão
Telenovelas
- 2020 - Amor de Mãe - Juarez Silva (participação especial)[3]
- 2018 - Ilha de Ferro - Pastor Cláudio (orienta Bruno no presídio)
- 2018 - Onde Nascem os Fortes - Vitório
- 2018 - Deus Salve o Rei - Elias
- 2016 - Justiça - Danilo
- 2015 - A Regra do Jogo - Nonato
- 2015 - Milagres de Jesus - Ismael (episódio: A Multiplicação dos Pães e Peixes)
- 2014 - Malhação Casa Cheia - Palhares
- 2013 - Amor à Vida - Euclides
- 2012 - Gabriela - dr. Pelópidas
- 2010 - Ribeirão do Tempo - dr. Brandão
- 2010 - Bela, a Feia - Promotor Dias
- 2009 - Aline - Paulo
- 2009 - A Lei e o Crime - Pascoal
- 2009 - Caras & Bocas - Fernando Mendes
- 2007 - Sete Pecados - Elias
- 2007 - Amazônia, de Galvez a Chico Mendes - Viriato
- 2006 - Linha Direta - Wilson Siqueira
- 2006 -  
JK - Joaquim
- 2005 - Linha Direta - Investigador
- 2005 - Hoje É Dia de Maria - Cangaceiro 2°
- 2004 - Linha Direta Justiça - Vladimir Herzog (Caso Vladimir Herzog)
- 2003 - Kubanacan - Galeano
- 2003 - A Casa das Sete Mulheres -Caramuru
- 2002 - Malhação - Tadeu
- 2001 - Os Maias - Vitorino Cruge
- 1998 - Caça Talentos - Vitor Vilarejo
- 1997 - A Justiceira - Miguelito (Episódio: Viver por viver)
- 1997 - Malhação - Barrão
- 1996-98 - Você Decide - episódios "Em Nome do Padre" (1996), "A Farsa" (1997), e "Ato Covarde" (1998)
- 1996 -  Renato Aragão Especial - Visita de Natal - Ismael
- 1995 - Irmãos Coragem - Jerônimo Coragem
- 1994 - Uma Mulher Vestida de Sol - Joaquim
- 1992 - Perigosas Peruas - Robles

### Cinema

#### Como ator
- 2008 - As Chinelas Turcas .... Duarte
- 2006 - O Amigo Invisível .... Lourival
- 2006 - Brasília 18% .... Lima Barreto
- 2005 - Durvalino
- 2005 - Por 30 Dinheiros .... Lula / São Pedro
- 2004 - A Cartomante .... Dr. Augusto Vilela
- 2002 - As Tranças de Maria .... Izé da Abadia
- 2000 - Villa-Lobos, uma Vida de Paixão
- 1998 - Iremos a Beirute .... Aziz
- 1998 - Policarpo Quaresma, Herói do Brasil .... Ricardo
- 1994 - A Terceira Margem do Rio .... Liojorge
- 1974 - O Amuleto de Ogum

#### Como diretor
- 2000 - Em Curso .... curta-metragem
- 1974 - Memórias de um Fantoche .... curta-metragem
- 1997 - Riachão de Jacuipe .... documentário

### Teatro
- 2011 - "Variações Freudianas 1 : O sintoma"
- 2007 - Andanças, Vida e Obra de Arthur Bispo do Rosário .... trilha sonora